# Svendborgbanan
Svendborgbanan (danska: Svendborgbanen) är en statsägd järnväg som går mellan städerna Odense och Svendborg på ön Fyn i Region Syddanmark i södra Danmark. 

## Trafik
År 2009 går det två tåg i timmen Odense-Svendborg. Vartannat tåg stannar på alla stationer Ringe-Svendborg, men inte mellan Odense och Ringe, och vartannat stannar på viktigare stationer längs banan. Dessutom går ett tåg i timmen Odense-Ringe som stannar på alla stationer däremellan. Det sistnämnda tåget går bara litet utanför Odense tätort och skulle kunna kallas "Odenses pendeltåg".
DSB kör alla persontåg. Det går inga godståg. Alla tåg är dieseltåg, eftersom banan inte är elektrifierad. Fordon är Siemens Desiro, 42 meter långa tysktillverkade dieselmotorvagnar från cirka 2001–2003.